# Steuergesetzgebungshoheit
Die Steuergesetzgebungshoheit beinhaltet das Recht einer Gebietskörperschaft (Bund, Länder, Gemeinden), Steuersätze und Bemessungsgrundlagen einer Steuer zu bestimmen bzw. zu ändern und damit die eigenen Staatseinnahmen selbst zu beeinflussen. 

## Grundlagen
Die Steuergesetzgebungshoheit des Bundes ergibt sich aus Art. 105 GG, wonach unterschieden werden
- die ausschließliche Gesetzgebung des Bundes über Zölle und Finanzmonopole (Art. 105 Abs. 1 GG).
- die konkurrierende Gesetzgebung über die Grundsteuer, sowie über andere Steuern, wenn ihm deren Aufkommen ganz oder teilweise zusteht oder die Bedingungen des Art. 72 Abs. 2 GG erfüllt sind. (Art. 105 Abs. 2 GG).
- die Gesetzgebungskompetenz der Länder erstreckt sich auf die örtlichen Verbrauchsteuern und Aufwandsteuern, solange sie nicht bundesgesetzlich geregelten Steuern gleichartig sind (Art. 105 Abs. 2a GG).
- Bundesgesetze über Steuern, deren Aufkommen den Ländern oder den Gemeinden (Gemeindeverbänden) ganz oder zum Teil zufließt, bedürfen der Zustimmung des Bundesrates (Art. 105 Abs. 3 GG).

In der Praxis wird die Gesetzgebungskompetenz überwiegend durch den Bund ausgeübt, der die konkurrierende Gesetzgebung an sich gezogen hat, um einheitliche Rechts- und Wirtschaftsverhältnisse in Deutschland zu schaffen.